# Варіантна стенокардія
Варіантна стенокардія, також відома як стенокардія Принцметала, вазоспастична стенокардія, інвертована стенокардія, спазм коронарних судин або вазоспазм коронарної артерії, — це синдром, який зазвичай проявляється стенокардією (біллю у грудях). Варіантна стенокардія відрізняється від стабільної стенокардії тим, що вона зазвичай виникає у людей, які перебувають у стані спокою або навіть сплять, тоді як стабільна стенокардія зазвичай провокується навантаженням або інтенсивними фізичними вправами. Варіантна стенокардія спричинена вазоспазмом, звуженням коронарних артерій через скорочення гладком'язової тканини серця в стінках судин. Для порівняння, стабільна стенокардія спричинена постійною оклюзією цих судин атеросклерозом, тобто утворенням жирової бляшки та затвердінням артерій.

## Ознаки та симптоми
На відміну від людей зі стенокардією, спричиненою атеросклерозом, люди з варіантною стенокардією, як правило, молодші та мають менше факторів ризику розвитку ішемічної хвороби серця, за винятком куріння, яке є поширеним і значущим фактором ризику для обох типів стенокардії. У хворих зазвичай спостерігаються повторювані епізоди незрозумілого (наприклад, за відсутності фізичного навантаження та під час сну або рано вранці) болю в грудях, стиснення в горлі, тиску в грудях, запаморочення, надмірного потовиділення та/або зниженої толерантності до фізичного навантаження, які, на відміну від стенокардії, пов'язаної з атеросклерозом, зазвичай не прогресують до інфаркту міокарда (серцевого нападу). На відміну від випадків стабільної стенокардії, пов'язаної з атеросклерозом, ці симптоми часто не пов'язані з фізичним навантаженням і виникають вночі або рано вранці.  Однак, у людей з нестабільною стенокардією, пов'язаною з атеросклерозом, також можуть проявлятися симптоми, що проходять з ночі до ранку, але не пов'язані з фізичним навантаженням. 
За відсутності поточних симптомів кардіологічне обстеження осіб з варіантною стенокардією зазвичай не виявляє відхилень від норми.   Дві третини цих осіб мають супутній атеросклероз великої коронарної артерії, але він часто легкий або не пропорційний ступеня їхніх симптомів. Особи з оклюзією ≥70% в одній коронарній артерії або з оклюзією кількох коронарних артерій внаслідок атеросклерозу схильні до розвитку варіантної форми стенокардії, яка має гірший прогноз, ніж більшість інших форм цього захворювання.  У цих осіб, а також у невеликого відсотка осіб без помітного атеросклерозу коронарних артерій, напади спазму коронарних артерій можуть мати набагато серйозніші прояви, такі як непритомність, шок та зупинка серця. Зазвичай ці прояви відображають розвиток серцевого нападу та/або потенційно летальної серцевої аритмії. Такі пацієнти потребують негайного медичного втручання, а також врахування наявності їхнього розладу та специфічних схем лікування.  
Варіантну стенокардію слід підозрювати, коли 
a) симптоми у людини виникають у стані спокою або під час сну; 
b) у людини з історією стенокардії не розвивається стенокардія під час стрес-тесту на біговій доріжці (варіантна стенокардія толерантна до фізичного навантаження); 
c) у людини зі стенокардією в анамнезі немає ознак інших форм серцевих захворювань; 
та/або 
d) у людини без ознак атеросклеротичної хвороби коронарних артерій в анамнезі є незрозуміла непритомність.  
При скаргах на біль у грудях слід негайно перевірити електрокардіограму (ЕКГ) на наявність патологічних змін. Зміни ЕКГ, що сумісні, але не вказують на варіантну стенокардію, включають підвищення, а не зниження сегмента ST, або підвищення сегмента ST плюс розширення зубця R, що створює єдиний широкий пік комплексу QRS, який називається «монофазною кривою».  У поєднанні з цими змінами ЕКГ може спостерігатися незначне підвищення рівня маркерів пошкодження серця в крові, особливо під час тривалих нападів. У деяких людей з типовою варіантною стенокардією під час стенокардіального болю на ЕКГ може спостерігатися депресія, а не підйом сегментів ST. У них також можуть виявлятися нові зубці U на ЕКГ під час нападів стенокардії. 
Значний відсоток пацієнтів з варіантною стенокардією мають безсимптомні епізоди спазму коронарних артерій. Ці епізоди можуть траплятися набагато частіше, ніж очікується, спричиняти ішемію міокарда (тобто недостатній кровотік до частин серця) та супроводжуватися потенційно серйозними порушеннями ритму серцевих скорочень, тобто аритміями. Єдиним доказом наявності повністю безсимптомної варіантної стенокардії є виявлення діагностичних змін на випадково проведених ЕКГ.  

## Фактори ризику
Повідомлялося, що прийом певних препаратів може провокувати напад варіантної стенокардії. Ці агенти включають:
- рекреаційні речовини (наприклад, нікотин у тютюні та інших його формах, алкогольні напої, марихуана, кокаїн);
- катехоламіноподібні стимулятори (наприклад, адреналін, дофамін, різні амфетаміни );
- препарат, що скорочує матку, ергоновін;
- парасимпатоміметичні препарати (наприклад, ацетилхолін, метахолін);
- протимігреневий препарат (наприклад, різні триптани);
- хіміотерапевтичні препарати (наприклад, 5-фторурацил, капецитабін);
- надмірне споживання енергетичних напоїв
- кофеїн

Крім того, варіантну стенокардію може спровокувати гіпервентиляція та практично будь-яка стресова емоційна чи фізична (наприклад, вплив холоду) подія, яка супроводжується значним підвищенням рівня катехоламінів у крові.  

## Механізм
Механізм, що викликає такий інтенсивний вазоспазм, що призводить до клінічно значущого звуження коронарних артерій, досі невідомий, але існують три гіпотези:
1. Підвищена скоротливість гладких м'язів коронарних судин через зниження біодоступності моноксиду азоту, спричинене дефектом ендотеліального ферменту синтетази оксиду азоту, що призводить до порушень ендотеліальної функції. [6] [9] [10]
  - Ацетилхолін (АХ )зазвичай вивільняється парасимпатичною нервовою системою (ПСНС) у стані спокою та викликає розширення коронарних артерій. [11] Хоча АХ викликає вазоконстрикцію через прямий механізм, він також стимулює ендотеліальні клітини до вироблення моноксиду азоту (NO). Потім NO дифундує з ендотеліальних клітин, стимулюючи розслаблення сусідніх гладком'язових клітин. У здорових артеріальних стінках загальне непряме розслаблення, індуковане АХ (через NO), має більший ефект, ніж будь-яке індуковане скорочення.
  - При дисфункції ендотелію, стимуляція АХ не призводить до вироблення NO або його вироблення дуже мале. Таким чином, АХ, що вивільняється ПСНС у стані спокою, просто викличе скорочення гладкої мускулатури судин.
2. Тромбоксан А2, серотонін, гістамін та ендотелін є вазоконстрикторами, які активують вивільнення тромбоцитів та/або спричиняють їх вивільнення. Аномальна активація тромбоцитів (наприклад, діяліпопротеїну (а) на фібриноліз шляхом конкуренції з плазміногеном, що призводить до порушення фібринолізу та сприяння активації тромбоцитів) призводить до вивільнення цих медіаторів та коронарного вазоспазму. [12] [6] [13]
3. Підвищена активність альфа-адренергічних рецепторів в епікардіальних коронарних артеріях або надмірне вивільнення катехоламінів, що відповідають за реакцію «бій або біжи» (наприклад, норадреналіну), що активують ці рецептори, може призвести до коронарного вазоспазму. [3] [6] [14]

Інші фактори, які вважаються пов'язаними з розвитком варіантної стенокардії, включають: внутрішню гіперскоротливість гладких м'язів коронарних артерій; наявність значного атеросклеротичного ураження коронарних артерій; та знижену активність парасимпатичної нервової системи (яка зазвичай викликає розширення кровоносних судин).  

## Діагноз

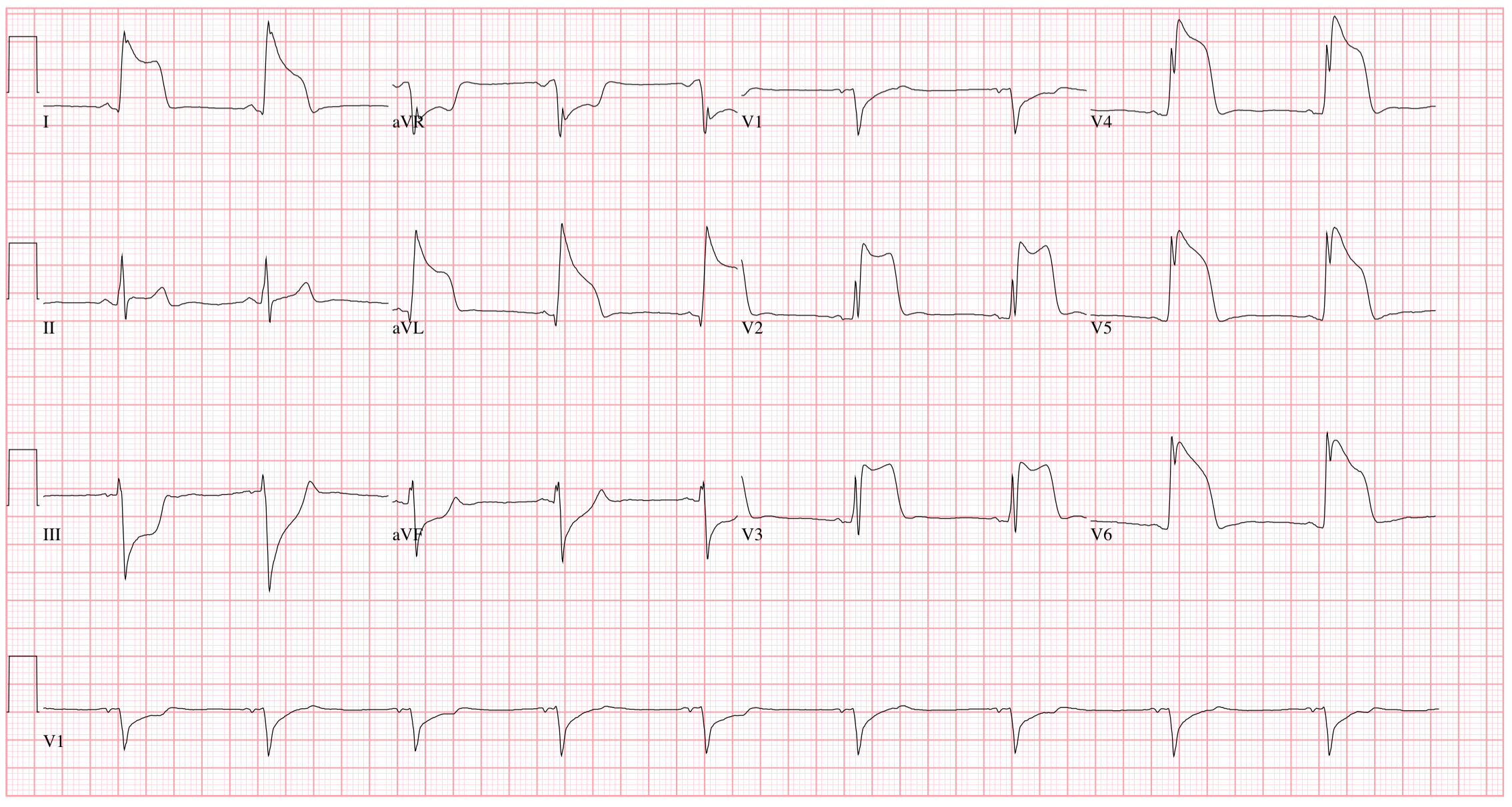
Стенокардія Принцметала

Хоча варіантна стенокардія виявляється приблизно у 2–10% пацієнтів зі стенокардією, лікарі можуть її пропустити та припинити подальші обстеження після виключення типової стенокардії. Пацієнтів, у яких розвивається біль у грудях у серці, зазвичай емпірично лікують як пацієнтів з гострим коронарним синдромом і негайно перевіряють на підвищення рівня в крові ферментів, таких як ізоферменти креатинкінази або тропонін, які є маркерами ураження серця. Їх також перевіряють за допомогою ЕКГ, яка може свідчити про варіантну стенокардію, якщо вона показує підйом сегмента ST або підйом сегмента ST плюс розширення зубця R під час пояуви симптомів, викликаних провокуючим агентом (наприклад, ергоновіном або ацетилхоліном). На ЕКГ може спостерігатися депресія, а не елевація сегмента ST, але у всіх діагностованих випадках клінічні симптоми слід негайно полегшити, а зміни на ЕКГ негайно усунути за допомогою швидкодіючого сублінгвального або внутрішньовенного введення нітрогліцерину. 
Золотим стандартом діагностики варіантної стенокардії є візуалізація коронарних артерій за допомогою ангіографії до та після ін'єкції провокуючого агента, такого як ергоновін, метилергоновін або ацетилхолін, для спровокування нападу вазоспазму. Позитивна відповідь на ці індукуючі агенти визначається як звуження уражених артерій на ≥90% (деякі експерти вимагають менше, наприклад, ≥70%). Зазвичай ці звуження повністю усуваються швидкодіючим нітрогліцерином.  
У людей з варіантною стенокардією може бути багато незадокументованих епізодів безсимптомного спазму коронарних артерій, пов'язаних з поганим кровотоком до ділянок серця та подальшими нерегулярними та потенційно серйозними аритміями серця. Відповідно, осіб з варіантною стенокардією слід періодично обстежувати за допомогою довготривалого амбулаторного кардіологічного моніторингу.  

## Профілактика
Для запобігання нападам варіантної стенокардії рекомендується численні методи. Пацієнтам не слід курити тютюнові вироби. Відмова від куріння значно знижує частоту нападів варіантної стенокардії, про які повідомляють пацієнти.  Їм також слід уникати будь-яких відомих їм факторів, що можуть спровокувати ці напади, таких як емоційний стрес, гіпервентиляція, непотрібне перебування на холоді та ранкове навантаження. Також їм слід уникати будь-яких рекреаційних та терапевтичних препаратів, перелічених у розділах вище про ознаки, симптоми та фактори ризику, а також блокаторів бета-адренергічних рецепторів, таких як пропранолол, які теоретично можуть погіршити вазоспазм, пригнічуючи вазодилатаційний ефект бета-2-адренергічних рецепторів, опосередкований природним стимулятором цих рецепторів, тобто адреналіном. Крім того, з обережністю та в низьких дозах слід використовувати аспірин, оскільки у високих дозах він пригнічує вироблення природного вазодилататора, простацикліну.  

## Лікування

### Гострі напади
Під час гострих нападів пацієнти зазвичай добре реагують на швидкодіючі сублінгвальні, внутрішньовенні або спрей-форми нітрогліцерину. Полегшення симптомів у відповідь на внутрішньовенне введення, яке використовується при більш важких нападах стенокардії, настає майже миттєво, тоді як сублінгвальні форми діють протягом 1–5 хвилин. Спрей-форми також потребують приблизно 1–5 хвилин для дії. 

### Підтримувальне лікування
Деякі пацієнти, які нечасто та лише під час виконання діяльності, що викликає стенокардію, мають напад болю, можуть приймати сублінгвальні таблетки нітрогліцерину за 3-5 хвилин до виконання такої діяльності.  У більшості пацієнтів для уникнення нападів варіантної стенокардії використовуються антиангінальні препарати. 
Блокатори кальцієвих каналів класу дигідропіридину (наприклад, ніфедипін, амлодипін)  або недигідропіридинового класу (наприклад, верапаміл, дилтіазем) вважаються препаратами першої лінії для запобігання нападам стенокардії. 
У осіб, які оптимально не реагують на блокатори кальцієвих каналів, до схеми лікування можуть бути додані нітрогліцерини тривалої дії, такі як ізосорбіду динітрат, або періодичне застосування нітрогліцерину короткої дії (для лікування гострих симптомів).
При безперервному використанні препаратів нітрогліцерину у пацієнтів часто розвивається толерантність або стійкість до них. Одна зі стратегій уникнення цього явища полягає у дотриманні перерв тривалістю від 12 до 14 годин між прийомами препаратів нітрогліцерину тривалої дії.  Пацієнтам, симптоми яких погано контролюються блокаторами кальцієвих каналів, може бути корисним додавання нітрогліцерину тривалої дії та/або другого блокатора кальцієвих каналів іншого класу, ніж той, що вже використовується. 
Тим не менш, близько 20% пацієнтів адекватно не реагують на схему лікування двома препаратами - блокатором кальцію та нітрогліцерином тривалої дії. Якщо у цих осіб є значна постійна оклюзія коронарних артерій, їм може бути корисним стентування закупорених артерій. Однак коронарне стентування протипоказано пацієнтам, резистентним до медикаментозного лікування та у яких немає значної органічної оклюзії коронарних артерій. 
Для пацієнтів без блокади коронарних артерій, інші, менш досліджені препарати, можуть забезпечити полегшення симптомів при їх стійкості до звичайного лікування. Повідомлалося, що статини, наприклад, флувастатин, хоча й не оцінювалися у масштабних подвійних сліпих клінічних дослідженнях, корисні для зменшення нападів варіантної стенокардії та їх слід розглядати у пацієнтів, коли блокатори кальцієвих каналів та нітрогліцерин не дають хороших результатів.  Також існує інтерес до використання інгібіторів рокінази, таких як фасудил (доступний у Японії та Китаї, але не в США),  та блокатора альфа-1-адренергічних рецепторів, таких як празозин (який при активації викликає вазодилатацію), але необхідні дослідження для підтвердження їх клінічної корисності при варіантній стенокардії.  

### Невідкладні стани
Особи з певними тяжкими ускладненнями варіантної стенокардії потребують негайного лікування. Особам, які мають потенційно смертельні порушення серцевого ритму або мають в анамнезі епізоди непритомності, спричинені такими аритміями, потрібна імплантація внутрішнього дефібрилятора та/або кардіостимулятора, щоб зупинити такі аритмії та відновити нормальне серцебиття.   Інші рідкісні, але тяжкі ускладнення варіантної стенокардії, наприклад, інфаркт міокарда, тяжка застійна серцева недостатність та кардіогенний шок також вимагають негайного медичного втручання, як і при інших причинах цих екстремальних станів. У всіх цих невідкладних випадках перкутанне коронарне втручання для стентування ділянки артерії, де спостерігається спазм, є корисним лише для осіб із супутнім коронарним атеросклерозом, виявленим при коронарній ангіограмі. 

## Прогноз
Більшість людей з варіантною стенокардією мають сприятливий прогноз за умови підтримувальної терапії блокаторами кальцієвих каналів та/або нітратами тривалої дії. П'ятирічна виживаність у цій групі оцінюється понад 90%.  
Японська асоціація коронарного спазму розробила систему клінічної оцінки ризику для прогнозування результатів варіантної стенокардії. Сім основних факторів рахуються по балам: позалікарняна зупинка серця в анамнезі [4 бали]; куріння, стенокардія спокою, обструктивна ішемічна хвороба серця та спазм кількох коронарних артерій [2 бали]; а також наявність підйому сегмента ST на ЕКГ та використання бета-блокаторів у анамнезі [1 бал]. У осіб з балами від 0 до 2, від 3 до 5 та ≥6 спостерігалося серйозне серцево-судинне ускладнення у 2,5%, 7,0% та 13,0% випадків. 

## Історія
Доктор Вільям Хеберден вважається першим, хто у своїй публікації 1768 року описав напади болю в грудях (тобто стенокардію), які виникали через патологічне закупорення коронарних артерій. Ці напади провокувалися фізичним навантаженням або іншими формами зусиль і зникали під час відпочинку та після прийому нітрогліцерину.
У 1959 році доктор Майрон Прінцметал описав тип стенокардії, який відрізнявся від класичних випадків стенокардії за Хеберденом тим, що зазвичай виникав без фізичного навантаження чи зусиль. Напад  часто будив пацієнтів під час сну. Ця варіантна стенокардія відрізнялася від класичної стенокардії, описаної доктором Хеберденом, тим, що виникала через епізодичний спазм коронарних артерій, які зазвичай не були закупорені патологічними процесами, такими як атеросклероз, емболія або спонтанна дисекція (тобто розриви стінок коронарних артерій). Варіантна стенокардія була описана двічі в 1930-х роках іншими авторами. і був названий Кемпом у 1973 році кардіальним синдромом X (КСX) стосовно пацієнтів зі стенокардією, викликаною фізичним навантаженням, які, тим не менш, мали нормальні коронарні ангіограми. КСХ тепер називається мікроваскулярною стенокардією, тобто стенокардією, спричиненою захворюванням дрібних артерій серця.Деякими ключовими ознаками варіантної стенокардії є біль у грудях, який одночасно асоціюється з підйомом сегмента ST на електрокардіографічному записі, часто виникає пізно ввечері або рано вранці у людей, які перебувають у стані спокою, займаються ненапруженою діяльністю або сплять, і не пов'язаний з постійною оклюзією коронарних судин. Цей набір симптомів, здається, частіше зустрічається у жінок, ніж у чоловіків, має особливо високу частоту як у японських чоловіків, так і у жінок, і вражає людей, які можуть курити тютюнові вироби, але мають мало інших факторів серцево-судинного ризику.   Однак, особи, які мають симптоми стенокардії, пов'язані зі зниженням сегмента ST на електрокардіограмі, що викликаються фізичним навантаженням та/або мають атеросклеротичну ішемічну хворобу серця, все ще вважаються такими, що мають варіантну стенокардію, якщо їхні симптоми викликані спазмами коронарних артерій. 
У рідкісних випадках може спостерігатися безсимптомний спазм коронарних артерій, який, тим не менш, пов'язаний з ішемією серцевого м'яза (тобто обмеженим кровотоком та поганою оксигенацією) разом із супутніми ішемічними змінами ЕКГ. Термін «вазоспастична стенокардія» іноді використовується для позначення всіх цих атипових випадків разом із більш типовими випадками варіантної стенокардії.  Така варіантна стенокардія включає типові та атипові випадки.
Для частини пацієнтів варіантна стенокардія може бути проявом більш генералізованого епізодичного розладу скоротливості гладких м'язів, такого як мігрень, синдром Рейно або астма, викликана аспірином.  Варіантна стенокардія також є основним ускладненням еозинофільного коронарного періартеріїту, надзвичайно рідкісного захворювання, спричиненого значною еозинофільною інфільтрацією адвентиції та періадвентиції, тобто м’яких тканин, що оточують коронарні артерії.   Варіантна стенокардія також відрізняється від синдрому Куніса (також званого алергічним гострим коронарним синдромом), при якому звуження коронарних артерій та симптоми викликані алергічними або сильними імунними реакціями на препарат чи іншу речовину. Лікування синдрому Куніса дуже відрізняється від лікування варіантної стенокардії. 